# Amanda Berenguer
Pour les articles homonymes, voir Berenguer.
Compléments
Inhumation au Cimetière du Buceo en 2010
Amanda Berenguer (née à Montevideo le 24 juin 1921, morte à Montevideo le 13 juillet 2010) est une femme de lettres et poétesse uruguayenne.

## Biographie
Elle est un membre honoraire de l'Académie Nationale des Lettres de l'Uruguay. Berenguer appartenait à la génération de 45.
Sa poésie cherche de nouvelles structures poétiques et des explorations sonores et phoniques pour exprimer sa vision originale du monde et de l'art. Elle a également écrit des œuvres de fiction, mais est surtout connue pour ses poèmes,.
Elle épouse José Pedro Díaz (1921-2006) en 1944.

## Œuvres
- A través de los tiempos que llevan a la gran calma (1940)
- Canto hermético (1941)
- Elegía por la muerte de Paul Valéry (1945)
- El río (1952)
- La invitación (1957)
- Contracanto (1961)
- Quehaceres e invenciones (1963)
- Declaración conjunta (1964)
- Materia prima (1966)
- Dicciones (enregistrement sonore) (1973)
- Composición de lugar (1976)
- Poesía 1949-1979 (1980)
- Identidad de ciertas frutas (1983)
- La dama de Elche (1987)
- Los Signos sobre la mesa (1987)
- La botella verde (1995)
- El pescador de caña (1995)
- La estranguladora (1998)
- Poner la mesa del 3er (2002)
- Constelación del navío (2002)
- Las mil y una preguntas y propicios contextos (2005)
- Casas donde viven criaturas del lenguaje y el diccionario (2005)